# Курносая гадюка
Курносая гадюка (лат. Vipera latastei) — вид ядовитых змей рода настоящих гадюк семейства гадюковых, обитающая в Европе, большей частью на Пиренейском полуострове. Видовое латинское название дано в честь французского зоолога Фернана Латаста (1847—1934).

## Описание
Взрослые особи обычно до 60 см длиной, включая хвост; но могут достигать 75 см. Самцы длиннее чем самки. Единственная в Испании и Португалии гадюка, имеющая на носу маленький мягкий рог. В том случае, когда кончик носа змеи вздёрнут, её легко спутать с гадюкой асписовой — в таких случаях в первую очередь смотрят на происхождение — ареал обеих видов пересекается очень незначительно. Узор на спине у этих двух видов также как правило отличается, и гадюка курносая имеет более узкий носовой щиток, а также как правило имеет большее количество чешуек в выступающей части морды (4 и более по сравнению 2—3 у другого вида). Тело гадюки относительно крепкое; голова широкая, треугольной формы, покрыта маленькими чешуйками, за исключением больших щитков над глазами и иногда большого щитка в передней части. Обычно два ряда (но иногда и три) маленьких чешуек между глазами и большими щитками образуют верхнюю губу. Как правило, на спине имеются 21 (реже 19; ещё реже 23) чешуйки.
Окраска обычно сероватая, коричневатая, иногда с оранжевым либо красноватым оттенком. Рисунок на спине постоянный — как правило неопределенная или зигзагообразная полоса с темными краями. Вертикальные полосы либо закруглённые пятна часто присутствуют по бокам, но как правило, слабо выражены. Брюхо сероватое либо черноватое, покрытое светлыми либо тёмными пятнами, реже с красноватым оттенком; хвост с нижней стороны часто бывает несколько красным либо жёлтым.

## Распространение
Гадюка курносая распространена в южной части Пиренейского полуострова — Португалии, большей части Испании, а также в северо-западной части Африки (Марокко, Алжир, Тунис).

## Образ жизни
Предпочитает сухие, солнечные места; обитает на высоте вплоть до 2800 метров над уровнем моря. Как правило, живёт в холмистой местности выше 800 метров над уровнем моря. Встречается в горных районах, широколиственных лесах и их опушках, лесных вырубках, вдоль оград и каменных заборов, реже в песках, включая прибрежные дюны. Как и другие гадюки, активна может быть в любое время, но в жаркие дни предпочитает вести ночной образ жизни. Питается в основном мелкими млекопитающими, но иногда ящерицами, другими змеями, реже птицами, земноводными и насекомыми. Молодые змеи ловят ящериц и насекомых. Самки, обычно рожающие не каждый год, выносят 4—9 детёнышей 15—21 см длиной. Половая зрелость у молодых самок достигает при длине 30—40 см. Укус змеи болезненный, но не смертелен для здорового человека.